# Shinohara Miyohei
Shinohara Miyohei (japanisch 篠原 三代平; geboren 26. Oktober 1919 in Takaoka (Präfektur Toyama); gestorben 7. Dezember 2012 in Tōkyō) war ein japanischer Wirtschaftswissenschaftler.

## Leben und Wirken
Shinohara Miyohei machte 1940 seinen Abschluss an der „Takaoka kōtō shōgyō-kō“ (高岡高等商業学校). Er studierte dann Wirtschaftswissenschaften an der „Tōkyō shōka daigaku“ (東京商科大学) unter Nakayama Ichirō, der für seine „Lehre vom allgemeinen Gleichgewicht“ (一般均衡論, Ippan kinkō-ron) bekannt ist. 1942 machte er Studienabschluss, 1950 wurde er an seiner Alma Mater Assistenzprofessor. Schon früh verfolgte er eine empirische Analyse der Wirtschaft und betonte die Wichtigkeit der Konjunkturanalyse und kam so zu wichtigen Ergebnissen bei der Erforschung der japanischen Wirtschaft, den Konjunkturzyklus betreffend. 1962 wurde er Professor. Nach seinem Ausscheiden 1970 als „Meiyo Kyōju“ übernahm er 1973 eine Professur an der Seikei-Universität und 1985 eine an der Tokyo International University.
1978 erhielt Shinohara den Preis der Akademie der Wissenschaften für Arbeiten zum Konjunkturzyklus. 1998 wurde er als Person mit besonderen kulturellen Verdiensten geehrt und 2006 mit dem Kulturorden ausgezeichnet.
Shinohara verfasste zahlreiche Schriften. Auf Englisch erschienen 1970 „Structural Changes in Japan’s Economic Development“ und „Industrial Growth, Trade, and Dynamic Patterns in the Japanese Economy“ 1982.